# Gare de Saint-Martin-de-Bienfaite
La gare de Saint-Martin-de-Bienfaite est une gare ferroviaire, fermée, de la ligne de La Trinité-de-Réville à Lisieux, située sur le territoire de la commune de Saint-Martin-de-Bienfaite-la-Cressonnière, dans le département du Calvados en région Normandie.

## Situation ferroviaire
Établie à 103 mètres d'altitude, la gare de Saint-Martin-de-Bienfaite était située au point kilométrique (PK) 17,3 de la ligne de La Trinité-de-Réville à Lisieux, entre la halte d'Orbiquet et la gare de La Chapelle-Yvon.
Elle disposait d'une voie.

## Histoire
La ligne de chemin de fer de Lisieux à Orbec a été déclarée d'intérêt public le 30 avril 1870 et a été mise en service le 2 juin 1873, comprenant donc la gare de Saint-Martin-de-Bienfaite. La ligne a été prolongée jusqu'à La Trinité-de-Réville le 18 septembre 1882. La gare de Saint-Martin-de-Bienfaite fut fermée au trafic voyageurs le 19 janvier 1934, avec la totalité de la ligne, mais resta ouverte au trafic marchandises jusqu'au 1er juillet 1956, en raison de sa proximité avec des industries. La ligne d'Orbec à Lisieux est déclassée en 1969.

## Patrimoine ferroviaire
Le bâtiment voyageurs d'origine est toujours présent, réaffecté, il est devenu une habitation privée.